# 日高東部消防組合
日高東部消防組合（ひだかとうぶしょうぼうくみあい）は、北海道浦河郡浦河町、様似町、えりも町の3町で構成する一部事務組合（消防組合）。浦河町に消防本部を置く。

## 概要

### 所在地
消防本部・浦河消防署
〒057-0024 北海道浦河郡浦河町築地1丁目2-9
様似支署
〒058-0024 北海道様似郡様似町会所町56
えりも支署
〒058-0203 北海道幌泉郡えりも町字新浜61-82

### 管内の概要
管内の人口 - 21,492人
- 浦河町 - 12,445人
- 様似町 - 4,320人
- えりも町 - 4,727人

2018年（平成30年）12月31日現在
管内の世帯数 - 11,089世帯
- 浦河町 - 6,755世帯
- 様似町 - 2,198世帯
- えりも町 - 2,136世帯

2018年（平成30年）12月31日現在
管内の面積 - 1342.49 km2
- 浦河町 - 694.26 km2
- 様似町 - 364.30 km2
- えりも町 - 283.93 km2

2018年（平成30年）12月31日現在

## 沿革
- 1971年（昭和46年）4月1日 - 日高東部消防組合が発足する。
- 1991年（平成3年）2月 - 北海道広域消防相互応援協定を締結する。
- 2015年（平成27年）4月 - 消防救急デジタル無線の運用を開始する。

## 組織
消防職員の実員は2018年（平成30年）12月31日現在、79人となっている。
- 消防長
  - 総務課 
    - 総務係
    - 財政係

  - 消防課
    - 警防係
    - 予防係

  - 浦河消防署
    - 庶務課
      - 庶務係
      - 消防団係

    - 予防課
      - 予防係
      - 指導係

    - 警防課
      - 警防係
      - 技術係

    - 救急救助課
      - 救急係
      - 救助係

    - 萩伏分遣所
    - 支署（様似、えりも）
      - 総務係
      - 予防係
      - 消防団係
      - 警防係
      - 救急係